# Televiziune cu rezoluție înaltă

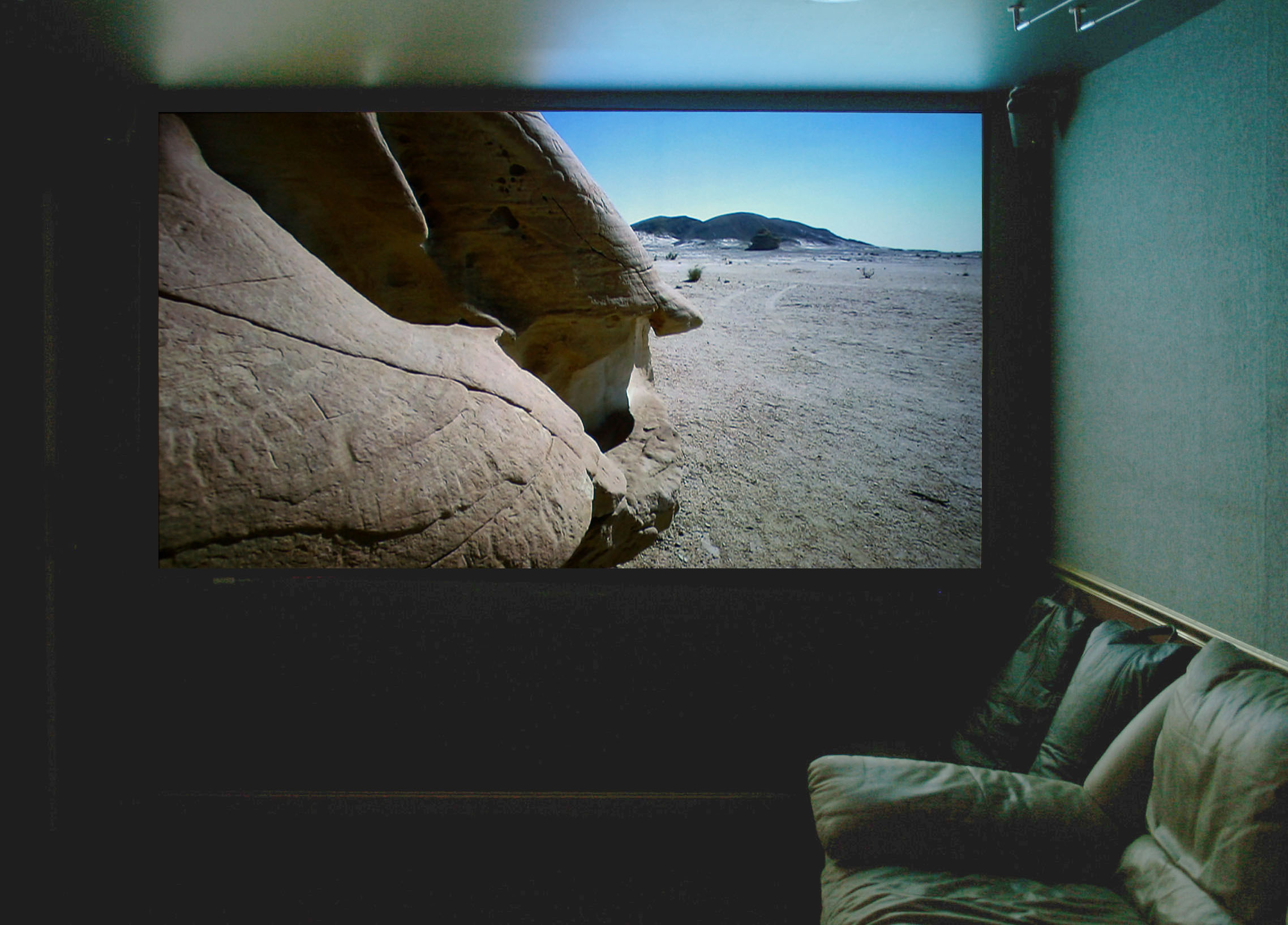
Sistem de proiecție video acasă

Televiziunea cu rezoluție înaltă (în engleză: High-definition sau HD) este un sistem digital de difuzare a imaginilor televizate, care folosește o rezoluție a imaginilor îmbunătățită semnificativ față de formatele folosite în sistemele tradiționale, analogice (NTSC, SECAM și PAL, numite în general "rezoluție standard" - SDTV). HDTV are unul sau două milioane de pixeli pentru fiecare cadru, aproximativ de cinci ori mai mare decât la SDTV.

## Caracteristici
Cu excepția formatelor timpurii folosite în Europa și Japonia, HDTV este emis în mod digital, iar introducerea sa coincide în multe cazuri cu introducerea televiziunii digitale (DTV): această tehnologie a fost folosită pentru prima dată în SUA în anii 1990 de către Digital HDTV Grand Alliance (care grupa companiile AT&T, General Instrument, MIT, Philips, Sarnoff, Thomson și Zenith).
Cu timpul, numărul standardelor de televiziune cu rezoluție înaltă s-a mărit considerabil. Standardele curente sunt definite în ITU-R BT.709 cu referință la numărul de linii: 1080 active interlaced, 1.080 linii "progressive", sau și 720 linii progresive, folosind un raport al imaginii de 16:9. Termenul de "high-definition" poate face referință fie la aceste specificații de rezoluție a imaginii, fie mai general la mediile capabile de o acuratețe a imaginii similară, precum filmul cinematografic.
În general există 2 mari categorii de standarde pentru rezoluția înaltă:
- HD-ready, cu 720 x 1.280 pixeli în forma 720p (progressive), (720 linii progresive)
- Full HD, cu 1.080 x 1.920 pixeli, fie în forma 1.080i (interlaced), fie în forma 1080p (progressive), (1.080 linii, fie întrețesute, fie progresive).

Aici cei 720 (respectiv 1.080) pixeli ai semnalului se referă la înălțimea unui ecran de TV, măsurată în pixeli, număr care este identic cu numărul de linii orizontale (verticale) de pe ecran. Lățimea ecranului (sau lungimea liniilor orizontale), anume cei 1.280 respectiv 1.920 px, rezultă din raportul laturilor sale de 16:9.
| Format          | Rezoluție | Progresiv/ Întrețesut | Rată de aspect | Rata cadrelor |
| --------------- | --------- | --------------------- | -------------- | --- |
| 720p (HD ready) | 1280×720  | progresiv             | 16:9           | 60 cadre/s (SUA, Canada, Japonia, Brazilia) 50 cadre/s (Europa, Australia, Asia, Africa)                             |
| 1080i           | 1920×1080 | întrețesut            | 16:9           | 30 cadre/s (SUA, Canada, Japonia, Brazilia) 25 cadre/s (Europa, Australia, Asia, Africa)                             |
| 1080p (Full HD) | 1920×1080 | progresiv             | 16:9           | 24 cadre/s (cinematografie) 60 cadre/s (SUA, Canada, Japonia, Brazilia) 50 cadre/s (Europa, Australia, Asia, Africa) |